# Weilar
Weilar est une commune allemande de l'arrondissement de Wartburg, Land de Thuringe.

## Géographie
Weilar se situe sur la Felda, au nord de la Rhön.
La commune comprend Bayershof qui comptait 3 habitants le 30 juin 2009.
| Stadtlengsfeld |          | Bad Salzungen |
| Oechsen        | Weilar   |               |
|                | Dermbach | Urnshausen    |

## Histoire
Weilar est mentionné pour la première fois en 1153 sous le nom de Wyler ou Wylere, pour son château.
Weilar est la scène d'une chasse aux sorcières de 1663 à 1713. Neuf personnes subissent, trois femmes et un homme sont brûlés.[réf. souhaitée]